# Yefim Shchadenko
Yefim Afanásievich Shchadenko (en ucraniano: Юхим Афанасійович Щаденко; en ruso: Ефим Афанасьевич Щаденко; 15 de septiembrejul./ 27 de septiembre de 1885greg., Kaménskaya, ahora Kámensk-Shájtinsky, Imperio ruso - 6 de septiembre de 1951, Moscú) fue un militar y estadista revolucionario soviético, coronel general (1942) y miembro del POSDR(b) desde 1904.
En 1930-1934 fue miembro de la Comisión Central de Control, en 1939-1941 fue miembro del Comité Central del PCUS (b) y desde 1941 candidato a miembro del Comité Central del PCUS (b). Además, fue diputado del Sóviet Supremo de la URSS en la 1.ª convocatoria (1937-1946). Estuvo involucrado en represiones masivas en el Ejército Rojo, mientras participó tanto en la destitución de oficiales del servicio, y los tomó bajo su protección, e incluso los reintegró en el ejército allá por 1937.

## Biografía
Nacido en el pueblo de Kaménskaya (ahora la ciudad de Kámensk-Shájtinsky, distrito de Kamensky de la región de Rostov) en la familia de un jornalero y un jornalero (fallecido en 1910). Fue ucraniano. Se graduó de dos clases de una escuela parroquial. Trabajó como sastre. Vivió en las ciudades de Rostov del Don, Bakú, Piatigorsk.

### En el movimiento revolucionario
En abril de 1904 se unió a la organización unida de socialdemócratas de Piatigorsk. Durante la revolución de 1905 vivió en Bakú, donde organizó una huelga que duró unos dos meses.
En otoño de 1906 se trasladó a Vladikavkaz, donde también trabajó como sastre. Aquí creó círculos bolcheviques clandestinos en los talleres de sastrería y el regimiento de infantería Absheron. En los talleres de sastre, también organizó el sindicato Igla, que regularmente realizaba huelgas. En 1907, apoyándose en el Igla, organizó una reunión masiva del Primero de Mayo, donde estalló una pelea masiva entre sus participantes y las Centurias Negras. Shchadenko, como organizador de la reunión, fue amenazado con arrestarlo, por lo que se vio obligado a partir hacia Kaménskaya. Sin él, los círculos que organizó se derrumbaron.
El 20 de agosto de 1907 se organizó una huelga de zapateros en Kaménskaya, que fue dispersada por las autoridades. Los organizadores, incluido Shchadenko, fueron arrestados, pero pronto fueron puestos en libertad por falta de pruebas.
En 1907 se organizó la primera asociación de sastres de Kaménskaya, que funcionó sobre el principio de una comuna, como resultado de lo cual se arruinaron cuatro talleres privados. Debido al hecho de que continuó su agitación revolucionaria, fue vigilado por la policía y se vio obligado a esconderse en 1908 en la estación de Kavkázskaya. Por orden del jefe de distrito, el general Makéyev, la policía cerró la asociación de sastres de Kaménskaya. En Kavkázskaya, Shchadenko volvió a trabajar como sastre e hizo campaña entre los trabajadores de los depósitos. Por su actividad revolucionaria en 1913 fue condenado a dos años en una fortaleza. Fue detenido en la prisión de la ciudad de Armavir.
En agosto de 1914, los soldados de la división de caballería ubicada cerca de la prisión dispersaron a los guardias de la prisión y liberaron a los prisioneros. Los caballeros no fueron castigados, sino enviados al frente. Al mismo tiempo, Shchadenko se reunió con el suboficial Semión Budionni.
Shchadenko regresó a su tierra natal. Desde febrero de 1917 fue el presidente del Comité de Kaménskaya del POSDR(b). Durante la Revolución de Octubre, estuvo en Petrogrado como delegado al II Congreso Panruso de los Sóviets de Diputados de los Obreros y Soldados, en el que se creó el Consejo de Comisarios del Pueblo. Cuando regresó a Kaménskaya, organizó los destacamentos de la Guardia Roja y participó en la derrota de los centros contrarrevolucionarios del Don.

### Guerra civil
En enero de 1918 fue elegido miembro del Comité Revolucionario Militar del Don. En mayo-junio de 1918, un destacamento de la Guardia Roja se retiró a Tsaritsyn con batallas. Durante estas batallas, Shchadenko resultó herido en el brazo y el hombro. En Tsaritsyn, el 23 de julio de 1918, de las partes del 3.° y 5.° Ejército y de los destacamentos de la Guardia Roja en los distritos de Donetsk y Morozov, estaba formado por un grupo bajo el mando de Kliment Voroshílov, que tomó la tarea de defender Tsaritsyn.
El 16 de agosto de 1918, Shchadenko fue nombrado comisario de todos los ejércitos del Frente Tsaritsyn. Durante sus cinco meses en la ciudad, formó el Regimiento de Infantería Gromoslavsky, el Regimiento Campesino Pobre, 48 compañías de marcha, 12 escuadrones, 23 equipos de ametralladoras, 8 baterías, así como la Primera División Donetsk-Morozov. Participó personalmente en las batallas.
En noviembre de 1918 - enero de 1919 fue comisionado especial del Consejo Militar Revolucionario del 10.º Ejército.
Desde el 28 de enero al 15 de junio de 1919 fue miembro del Consejo Militar Revolucionario del Frente Ucraniano .
Fue uno de los fundadores del 1.º Ejército de Caballería. El 17 de noviembre de 1919, el Sóviet Militar Revolucionario del Frente Sur decidió crear un ejército bajo el mando de Budionni sobre la base del 1.er Cuerpo de Caballería como parte de las 4.ª, 6.ª y 11.ª división de caballería, así como otras unidades y subunidades. De noviembre de 1919 a julio de 1920, Shchadenko fue miembro del Consejo Militar Revolucionario del 1.º Ejército de Caballería. Por participar en batallas como parte del ejército, el Comité Ejecutivo Central Panruso recibió un reloj de oro. En la primavera de 1920, después del arresto de Boris, Dumenko testificó contra él junto con Budionni y Voroshílov, según el cual Dumenko recibió un disparo.
Del 16 de julio al 8 de octubre de 1920 fue miembro del Consejo Militar Revolucionario del 2.° Ejército de Caballería, al mando de Néstor Majnó.
A principios de octubre de 1920 fue llamado del frente a Moscú y enviado a un sanatorio para recibir tratamiento.
Participa en la mayoría de las batallas victoriosas más grandes del Ejército Rojo sobre las tropas de Denikin, Petlyura y Wrangel. Ganó fama como uno de los héroes de la Guerra Civil y también se convirtió en un amigo cercano y aliado de Budionni y Voroshílov.

### Período de entreguerras
Desde octubre de 1921 hasta febrero de 1922, se desempeñó temporalmente como comandante de la 2.ª División de Propósitos Especiales de Donetsk. Se graduó de dos cursos de la Academia Militar del Ejército Rojo (1923). Durante sus estudios en la academia, recibió la Orden de la Bandera Roja, a la que fue entregada el 10 de abril de 1922 por Stalin y Voroshílov por sus hazañas en 1918. Al mismo tiempo, se sometió a una operación para extirpar su riñón derecho, lo que no le permitió completar sus estudios.
Desde el 1 de abril de 1924 fue inspector político de la caballería del Ejército Rojo. En este cargo, participó en la reforma militar de 1924-1925.
El 1 de septiembre de 1926 fue enviado a una licencia de larga duración por motivos de salud. En enero de 1927 fue trasladado a disposición de la Dirección General del Ejército Rojo. Continuó el tratamiento, incluso en Alemania, pero no le ayudó. Durante su enfermedad, se dedicó a la obra literaria, escribió la historia del 1.er Ejército de Caballería, que, sin embargo, no se publicó.

### Represión en el distrito militar de Kiev
Cuando en mayo de 1937 la dirección política de la URSS decidió recrear consejos militares en los distritos y en las flotas, Shchadenko fue delegado en el Consejo Militar del distrito militar de Kiev.
Shchadenko tomó la iniciativa de recopilar material incriminatorio sobre los agentes y enviarlo a las autoridades superiores y a la NKVD. Estuvo involucrado en la "derrota" del personal de la fiscalía militar de la KVO, habiendo firmado una orden de destitución del fiscal de distrito, el abogado militar divisional Perfiliev (aunque la base para esto fue la "orden del Comisario de Defensa del Pueblo de la URSS").
Al mismo tiempo, Shchadenko ya en 1937 tomó bajo protección a oficiales acusados inmerecidamente y buscó alistarse en el ejército. Hubo 26 casos de este tipo durante su tiempo en la KVO, de los cuales 22 fueron restituidos mediante órdenes firmadas por él.

## Premios
- 4 Órdenes de Lenin (23/02/1935, 22/02/1938,[7] 22/01/1942, 21/02/1945)[8]
- 4 Órdenes de la Bandera Roja (1922, 22/02/1930, 3/11/1944, 6/11/1947)[9]
- Orden de Suvórov de segundo grado (19.03.1944)[10]
- Orden de la Estrella Roja (15/01/1934)
- Medalla por la Defensa de Moscú (1942)
- Medalla por la Defensa de Stalingrado (1942)
- Medalla por la victoria sobre Alemania en la Gran Guerra Patria 1941-1945 (1945)
- Una serie de medallas de aniversario de la URSS